# André Joseph Ansart
André Joseph Ansart, né le 11 août 1723 à Aubigny-en-Artois et mort le 25 décembre 1786 à Villeconin (Seine-et-Oise), est un religieux bénédictin de la congrégation de Saint-Maur, puis chapelain conventuel dans l'ordre de Saint-Jean de Jérusalem. Associé honoraire de l'Académie des sciences, lettres et arts d'Arras (à partir de 1769) et de l'Académie des Arcades de Rome, il est également docteur en droit et auteur de plusieurs ouvrages de théologie et d'histoire ecclésiastique.

## Biographie
André Joseph Ansart nait à Aubigny-en Artois le 11 août 1723, son baptême a lieu le lendemain. Il est le fils de Jean François Robert Ansart procureur aux baronnies d'Aubigny et de Bathilde Hester (Esther) Longis (sans doute de Longis) Demelis. Il est le neveu d'Ansart du Fiénet, seigneur du Fiénet. Il fait sa profession de foi à l'abbaye de Saint-Faron de Meaux le 5 avril 1741, à l'âge de 18 ans. Il est ensuite sous prieur à l'abbaye de Saint-Germain-des-Prés le 4 juillet 1760.
En 1762-1763, il est retrouvé prieur du prieuré de Saint-Nicolas de Taupont. Il se fait recevoir associé honoraire à l'Académie des sciences, lettres et arts d'Arras le 16 décembre 1769 sous les titres d'ancien professeur de rhétorique, philosophie et théologie, procureur de l'abbaye royale de Saint-Denis.
André Joseph Ansart quitte ensuite l'ordre des bénédictins et devient chapelain conventuel de l'ordre de Saint-Jean de Jérusalem. Ce transfert donne lieu à toute une procédure de dérogation, en effet, il n'est pas facile de changer d'Ordre et cela est même interdit dès que l'on a professé ses vœux, mais il ne s'agit ici que de vœux mineurs. Un chapelain conventuel est un prêtre qui a la charge d'une église de l'Ordre ou de fonctions administratives. Cette fonction est limitée en nombre et au début du XVIIIe siècle à 24. André Joseph Ansart, demeurant alors en l'Abbaye Saint-Médard de Soissons, demande à devenir prêtre de l'Ordre, en raison d'infirmités incompatibles avec les austérités de la congrégation de Saint-Maur probablement en 1775, certificats de médecins à l'appui. Il bénéficie de l'appui d'un haut personnage, le Comte de la Marche, Louis-François de Bourbon-Conti en 1775. L'Ordre accepte en début 1776, le soutien du Comte de la Marche semblant avoir pesé dans cette décision. Le Pape Pie VI donne son accord, le Parlement de Paris entérine ce consentement, mais le supérieur de la congrégation de Saint-Maur élève alors une opposition. Finalement, après intervention en justice, Ansart obtient gain de cause.
Il acquiert le grade de docteur en droit de la faculté de Paris et fut élu membre de l'Académie des Arcades de Rome. Selon Ferdinand Hœfer, et le Journal des savants, pour l'année 1780, il fut un temps avocat au Parlement de Paris,.
André Joseph Ansart a publié de nombreux ouvrages, connus en partie seulement. Il en envoie plusieurs en hommage à l'Académie d'Arras, qui les possède dans ses archives, ou les évoque dans sa correspondance avec cette société savante. Ses livres concernent des problématiques théologiques, des questions de statut des ecclésiastiques, d'histoire d'institutions de l'église (notamment l'abbaye de Saint-Maur, l'abbaye de Flavigny) ou encore d'histoire de saints (saint Fiacre). André Joseph Ansart est l'auteur en 1771 d'une édition en 4 volumes des sermons d'un de ses confrères, dom Sensaric, prédicateur du Roi. Il publie également des traductions d'ouvrages composés en latin. Son ouvrage le plus connu, une compilation pieuse, éditée en 1780 , L'Esprit de Saint-Vincent de Paul ou Modèle de conduite proposé à tous les ecclésiastiques connut le succès dans la première moitié du XIXe siècle : plusieurs fois réédité en France, il fut également traduit en allemand et en anglais pour les États-Unis. On lui prête également un roman dans l'usage du temps : Les Aventures du Chevalier de Loremi (1770). Selon Eugène Van Drival, cette « badinerie » valut à Ansart une critique élogieuse d'Élie Fréron mais aussi quelques ennuis, sans autre précision.
Il meurt le 25 décembre 1786, chapelain conventuel à la commanderie hospitalière de Villeconin (Seine-et-Oise, aujourd'hui Essonne). On peut supposer qu'André Joseph Ansart a un lien de parenté avec Louis Joseph Auguste Ansart (1748-vers 1790), comme lui natif d'Aubigny-en-Artois et également écrivain ecclésiastique,.

## Œuvres
André Joseph Ansart signe ses livres de son nom ou de "dom André Joseph Ansart". La qualité de l'auteur (moine bénédictin, prieur de l'ordre de Malte) varie selon l'évolution de sa carrière.
Un auteur du XIXe siècle (Michel Pierre Joseph Picot) portera un jugement peu flatteur sur Ansart : « il ne passait pour être ni très instruit ni très laborieux », mais n'étaye pas cette appréciation. En revanche, Ansart bénéficie de remarques plus positives dans un Mémoire de la Société éduenne des lettres, sciences et arts : on y fait remarquer que si Ansart avait effectivement trouvé ses écrits quasiment terminés dans les Archives de l'abbaye de Saint-Germain-des-Prés comme le prétendaient certaines rumeurs, les bénédictins n'auraient pas manqué de réagir d'autant plus qu'Ansart était un transfuge ayant quitté leur ordre pour l'Ordre de Malte.
Ferdinand Hœfer nuance davantage en observant qu'André Joseph Ansart a probablement trouvé dans les archives de l'abbaye de Saint-Germain-des-Prés, la matière de ses œuvres.
Une note de renvoi signale dans la liste ci-dessous les ouvrages sélectionnés par Hœfer pour sa Nouvelle Biographie générale.
Le site de la Bnf recense les livres suivants :
- Dialogues sur l'utilité des moines rentés, Amsterdam, Paris, 1769, sorti également en province[8], disponible en ligne[13].
- Exposition sur le Cantiques de cantiques de Salomon, 1771[8]. Présenté sur le site de la Bnf sous son titre latin Expositio in Canticum canticorum Salomonis, a domno Andrae -Josepho Ansart, monacho Benedictino..., Paris, 1771. Dans cet ouvrage, Ansart s'oppose au Précis du Cantique des cantiques de Voltaire[14].
- Histoire de saint Maur, abbé de Glanfeuil, 1772[8]. Eugène Van Drival précise à propos de cet ouvrage que cette histoire comprend celle des translations des reliques et celle de l'abbaye de Saint-Maur-des-Fossés[15], disponible en ligne[16].
- Éloge de Charles V, empereur, traduit du latin de J. Masenius, Paris, 1777[8]. La Bnf indique Eloge de Charles-Quint, Empereur, traduit du poème latin de Jacques Masenius.
- Esprit de saint Vincent de Paul ou Modèle de conduite proposé à tous les ecclésiastiques, Paris, 1780, disponible sur Gallica[17],[8].
- Même ouvrage avec un titre complété : L'Esprit de saint Vincent de Paul, ou Modèle de conduite proposé à tous les ecclésiastiques, dans ses vertus, ses actions et ses paroles, avec le portrait du saint et celui de madame Le Gras, Paris,1780.
- Histoire de sainte Reine d'Alise et de l'abbaye de Flavigny, 1782[8], (1783, selon la Bnf), Paris. Réédité en 2006 à La Ferté-sous-Jouarre, disponible en ligne[18].
- Le Manuel des pèlerins de sainte Reine d'Alise, vierge et martyre, Paris, 1782, disponible sur Gallica[19], réédité en 2016 dans le cadré d'un partenariat Hachette Livre avec la BnF[20].
- Histoire de saint Fiacre, 1784[8]. Sur le site de la Bnf, devient Histoire de saint Fiacre et de son monastère, Paris, 1784, disponible en ligne[21].
- Le Manuel des pèlerins de Saint Fiacre, Paris, 1785.
- La Vie de Grégoire Cortez, bénédictin, évêque d'Urbin et cardinal, Paris, 1786. Hœfer[8] et Quérard[10] attribuent cet ouvrage à Louis Joseph Auguste Ansart évoqué ci-dessus.
- L'Esprit de S. Vincent de Paul..., Besançon,1827, 2 volumes, J. Petit. Également à Lyon, en 1817, chez Rivoire.

Quérard dans La France littéraire y ajoute :
- Manuel des supérieurs et réguliers, ou l'Art de guérir les maladies de l'âme, ouvrage utile à tous les fidèles de toutes les conditions, Paris, Nyon l'aîné, 1776, disponible en ligne[22].

Eugène Van Drival complète cette liste avec un ouvrage évoqué ci-dessus :
- Sermons de Dom Sensaric, religieux bénédictin de la congrégation de Saint-Maur, prédicateur du Roi, 4 volumes, 1771.

En revanche, André Joseph Ansart serait également selon Van Drival l'auteur d'un livre, non repris par la Bnf, et qu'Hœfer et Quérard attribuent à  Louis Joseph Auguste Ansart évoqué ci-dessus :
- Bibliothèque littéraire du Maine, 1784.